# Quielse Crisóstomo
Quielse Crisóstomo da Silva (Bocaiúva do Sul, 20 de janeiro de 1937 - Curitiba, 8 de fevereiro de 2006) foi um político brasileiro. Foi deputado estadual no Paraná e vice-presidente do Tribunal de Contas do Paraná.
Era filho de Trajano Crisóstomo da Silva e Benedita Ribeiro da Silva. Era formado em Engenharia Civil com extensão em Arquitetura pela Universidade Federal do Paraná, em 1963. Foi Casado com Nilza Bordini Crisóstomo e teve quatro filhos: Kielse, Claudiane, Cleyton e Fábio.
Foi deputado estadual por 6 Legislaturas, de 1966 a 1986.
Foi nomeado Conselheiro do Tribunal de Contas em maio de 1990, ocupou a Vice-Presidência em 1992 e 1993, quando também foi eleito Presidente do Conselho Superior de Tribunal de Contas do Estado do Paraná; em 1994 foi eleito Corregedor-Geral, e em 1999, Presidente, tendo sido reeleito para o exercício de 2000.